# Zeugitai
Zeugitai (czasem zeugithai, zeugitaj) - (gr. ζευγῖται, od zeugos ζεῦγος - zaprzęg) warstwa społeczna w starożytnych Atenach, klasyfikowana poprzez uwzględnienie posiadanego majątku. Jej przedstawiciel posiadał od 200 do 300 medymnów (miar) zboża. Grecka nazwa oznacza, że przedstawiciel zeugitai był wystarczająco zamożny, aby posiąść zaprzęg wołów. Może też oznaczach "ci, którzy znajdują się pod wspólnym jarzmem". Rekrutowali się spośród nich hoplici. Powstała w ramach reform Solona.